# Chiostro di San Francesco (Sorrento)
Il chiostro di San Francesco è un chiostro ubicato a Sorrento.

## Storia e descrizione
Il chiostro venne edificato nel corso del XIV secolo, sui resti di un antico monastero del VII secolo, dai francescani, i quali edificarono gli annessi convento e chiesa di San Francesco. Fu rimaneggiato nel corso XV secolo, quando fu utilizzato, oltre per le pratiche religiose, anche per le vicende amministrative di Sorrento, in quanto al suo interno si svolgevano le riunioni cittadine ed era custodito il sigillo delle scritture comunali. Fu ristrutturato all'inizio del XX secolo.
Il chiostro si presenta nella classica struttura quadrangolare, caratterizzato da portici sui quattro lati, con giardino centrale: gli archi in tufo sono a tutto sesto su due lati mentre sugli altri due gli archi sono intrecciati a formare delle bifore con una lunetta, in stile arabeggiante. I capitelli delle colonne che sorreggono gli archi presentano diverse decorazioni: su quelli del lato settentrionale è impresso lo stemma della famiglia Sersale e quelli del lato meridionale e orientale sono in stile bizantino con decorazioni di motivi floreali. Sul chiostro si affaccia il refettorio e una scala conduce agli ambienti dell'ex convento.